# Jacarra Winchester
Jacarra Gwenisha Winchester (ur. 19 października 1992) – amerykańska zapaśniczka walcząca w stylu wolnym. Olimpijka z Tokio 2020, gdzie zajęła piąte miejsce w kategorii 53 kg.
Mistrzyni świata w 2019; druga w 2023 i piąta 2018 i 2022. Wygrała mistrzostwa panamerykańskie w 2021; druga w 2022 i trzecia w 2019. Zajęła drugie miejsce w Pucharze Świata w 2019 i czwarte w 2018. Brązowa medalistka uniwersyteckich MŚ w 2014. Zawodniczka Missouri Valley College.